# Ernst Zacharias Platner
Ernst Zacharias Platner (Lipcse, 1773. október 1. – Róma, 1855. október 14.) német festő és író, Ernst Platner (1744–1818) antropológus fia.

## Életútja
Oeser alatt az ottani rajziskolát látogatta; 1790-ben tanulmányait folytatta Drezdában, 1797-ben pedig Bécsben és 1800-ban Rómába ment. Itt a gyakorlati festés mellett történelmi és elméleti műtanulmányokat folytatott és végül leginkább irodalmi tevékenységgel foglalkozott. 1823-tól szász királyi diplomáciai ügynök volt a pápai kormánynál. Barthold Georg Niebuhrral közreműködött a Beschreibung der Stadt Rom (Stuttgart, 1829) című művön. Festményei közül nevezetesek: Hagar száműzetése és Hagar és Iszmael a pusztában.